# Good Job!
Good Job! is een puzzelspel dat in 2020 werd uitgegeven door Nintendo voor de Nintendo Switch. Het werd ontwikkeld door de Nederlandse computerspelontwikkelaar Paladin Studios in samenwerking met Nintendo.

## Spelverloop
In Good Job! nemen spelers de rol aan van een werknemer in het bedrijf van hun vader. Het doel van de speler is om verschillende kantoortaken uit te voeren en op te klimmen op de bedrijfsladder. Deze taken kunnen op humoristische en destructieve wijze worden uitgevoerd, zoals het opzetten van een projector voor een vergadering. Het doel is om de taak zo snel mogelijk te voltooien met minimale schade. De vrijheid om doelen op creatieve manieren te bereiken is een kernaspect van de gameplay.
Het spel bevat 32 levels, verdeeld over acht verschillende thema's. Spelers kunnen tijdens het spelen kledingstukken verzamelen om hun personage aan te passen. Good Job! kan ook in een lokale co-op-modus gespeeld worden.

## Ontwikkeling
Good Job! kwam tot stand uit een samenwerking tussen Paladin Studios en Nintendo. Het eerste contact tussen beide partijen vond plaats tijdens een evenement, waarbij Nintendo al bekend was met het eerdere werk van Paladin Studios. De interesse in samenwerking werd mede gevoed door de ervaring van de studio met het ontwikkelen van spellen voor smart-apparaten en met Japanse uitgevers. Na deze eerste ontmoeting verkenden beide partijen de mogelijkheden voor samenwerking. In 2017 bracht een delegatie van Nintendo een bezoek aan het kantoor van Paladin Studios om de ontwikkeling van een gezamenlijk computerspel te bespreken. Naar aanleiding van dit bezoek kreeg Paladin Studios de opdracht een prototype te ontwikkelen, wat uiteindelijk de basis vormde voor Good Job!. Na positieve gesprekken werd besloten het spel verder te ontwikkelen tot een volledige commerciële uitgave.
Paladin Studios werkte tijdens de ontwikkeling samen met verschillende afdelingen van Nintendo in Japan, de Verenigde Staten en Europa. Deze onderdelen leverden ondersteuning op het gebied van lokalisatie, ontwikkelhardware en kwaliteitszorg. Volgens Paladin Studios droeg Nintendo’s ervaring en expertise bij aan de kwaliteit van het eindproduct. Het tijdsverschil tussen Japan en Nederland maakte een efficiënte werkverdeling mogelijk: Paladin Studios voerde overdag wijzigingen door en ontving bij aanvang van de volgende werkdag feedback van Nintendo.
Het team wilde een spel ontwikkelen dat toegankelijk was voor een breed publiek, inclusief niet-gamers en familieleden van verschillende leeftijden. Hoewel in een vroeg stadium nog fantasierijke omgevingen werden overwogen, koos men voor een kantooromgeving. Roy Theunissen, de ontwikkelaar van het eerste spelconcept, had een fascinatie voor kantooromgevingen, wat leidde tot de keuze voor deze herkenbare setting.
Het productieteam was groter dan Paladin Studios gewend was, wat een uitdaging met zich meebracht. Om dit te beheren, werden kleinere teams gevormd, waarbij elk team verantwoordelijk was voor een specifiek onderdeel van het project.

## Aankondiging
Good Job! werd aangekondigd tijdens een Nintendo Direct-presentatie. Deze aankondiging kwam als een verrassing voor Paladin Studios zelf, die hierover pas kort van tevoren werden geïnformeerd. Nintendo koos bewust voor dit format om de onthulling een verrassingselement mee te geven.

## Ontvangst
Good Job! won de prijs voor zowel 'Best Game' als 'Best Game Design' tijdens de Dutch Game Awards van 2021. Het spel ontving onder andere een score van 8/10 van Nintendo Life en een 9/10 van IGN Benelux, waarbij de recensenten het uiterlijk, de gameplay en de chaos van het spel prezen.